# Pahtasalmensaaret
Pahtasalmensaaret, nordsamiska: Pähtičuálmsuolluuh, är öar i Finland. De ligger i sjön Enare träsk och i kommunen Enare i den ekonomiska regionen Norra Lappland och landskapet Lappland, i den norra delen av landet, 1 000 km norr om huvudstaden Helsingfors. Arean för den av öarna koordinaterna pekar på är 1 kvadratkilometer och dess största längd är 2,5 kilometer i sydväst-nordöstlig riktning.  Notera att namnet antyder att det är fråga om flera öar.